# ルブリン

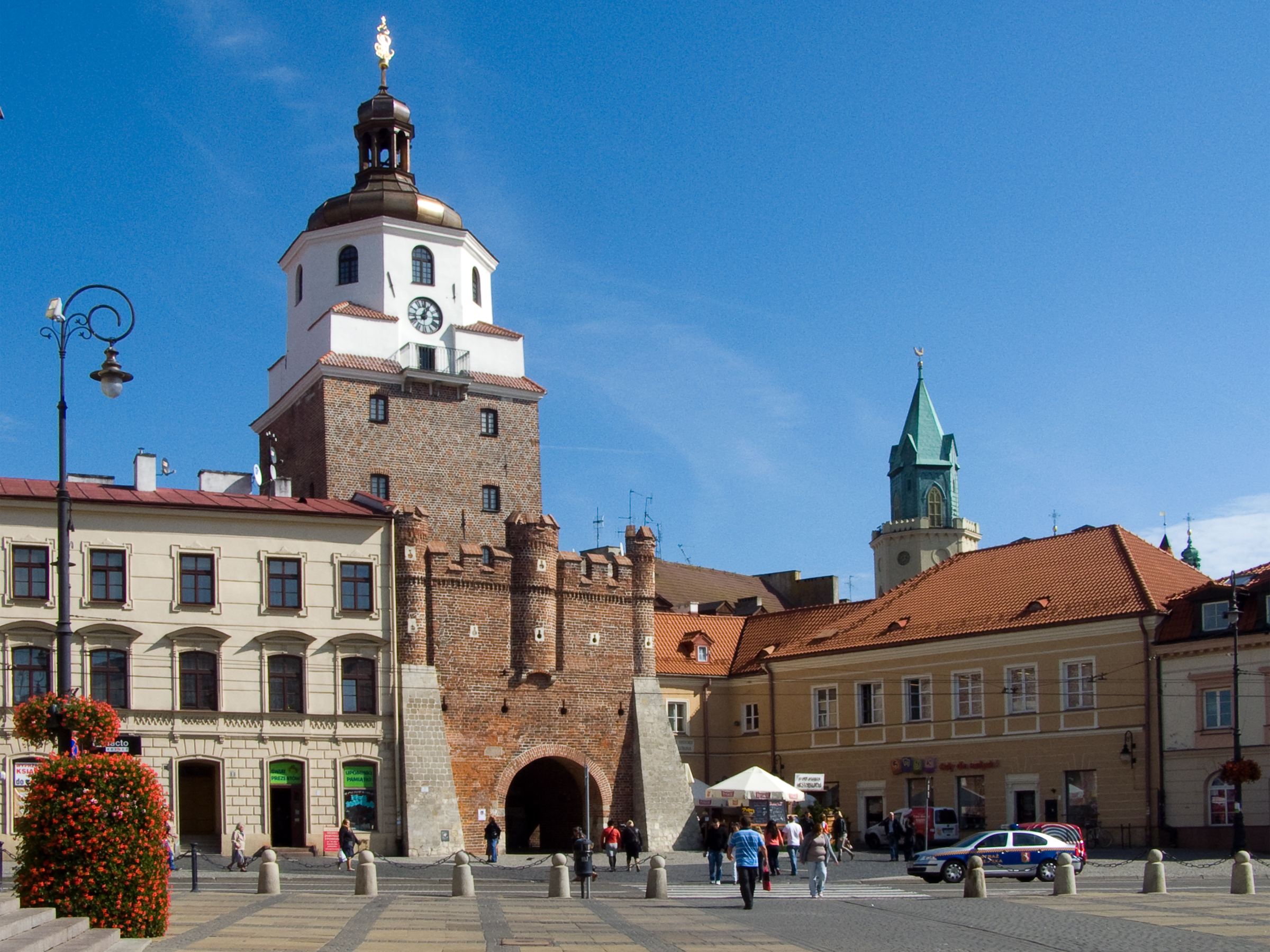
クラクフ門

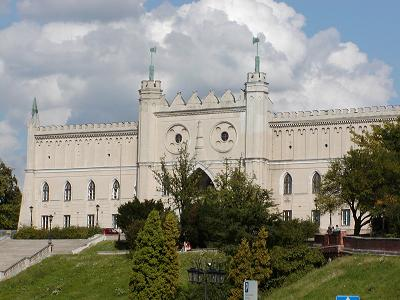
ルブリン城

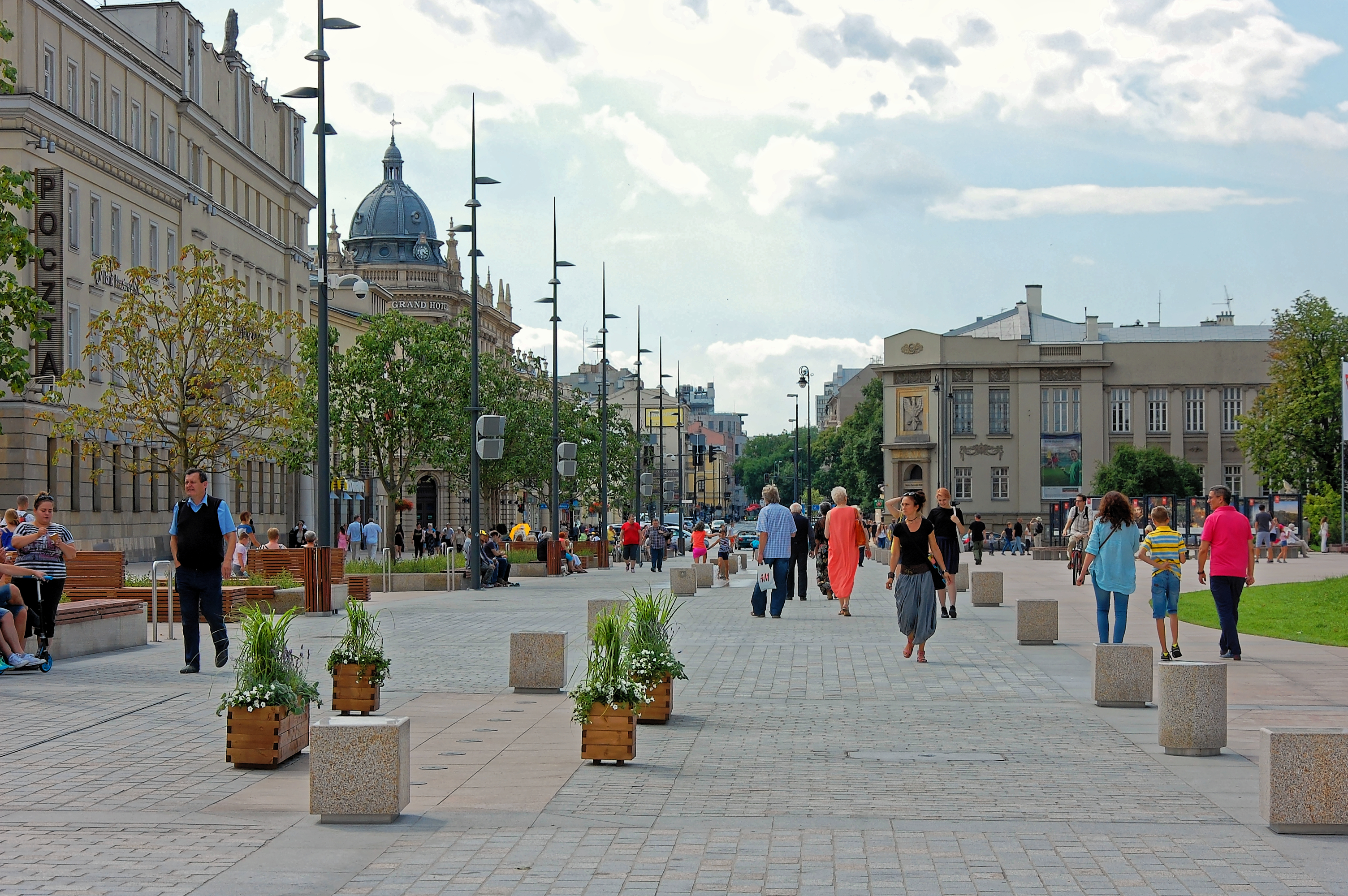
リトアニア広場

ルブリン（Lublin ([ˈlublin] ( 音声ファイル); ドイツ語: Lüben, [ˈlʊbliːn] ( 音声ファイル); ラテン語: Lublinum)）は、ポーランドの都市でルブリン県の県都。ルブリン県の政治、産業、経済の中心地。市内には公園や森林も多く、緑豊かな閑静な街である。ヨハネ・パウロ2世が教鞭をとったことでも有名なヨハネ・パウロ2世・ルブリン・カトリック大学や、マリー・キュリーの名を冠したマリー・キュリー・スクウォドフスカ大学がある。郊外のマイダネクには、ナチス・ドイツによって建設されたルブリン強制収容所がある。

## 歴史
ルブリンへの最初の定住は6世紀から7世紀の間に、現在の旧市街にすぐ北にあるチュファルテク地区と、中心部から少し南に離れたジェションタ地区で行われた。10世紀と11世紀には、チュファルテク地区の集落はこの近辺の商業の中心地となる。12世紀には東からの攻撃に備えて街が強化され、このときあたりから「ルブリン」という名称が使われ始めた。
ルブリンはしばしばモンゴル帝国軍やルーシ人（東スラヴ人）、ヤトヴャグ族、リトアニア人の標的となり、たびたび略奪･破壊された。1317年に市の設立勅許状を受けた。1341年、カジミェシュ大王は石造の城と市街地を囲む城壁を建設した。
1392年、ヴワディスワフ・ヤギェウォはルブリンに商業特権を与え、ポーランド王国とリトアニア大公国の連合成立後は両国間の通商の重要な拠点となる。1474年にはルブリン地方が統合されルブリン県が設置され、15世紀と16世紀には街は急速に発展していく。16世紀からはポーランド議会（セイム（貴族議会）がポーランドでたびたび開催された。1569年6月26日に開催されたセイムにおいて、ポーランド・リトアニア連合王国の成立が議決された（ルブリン合同）。1578年には、マウォポルスカ地方での最高位の法廷である王立裁判所が置かれる。
16世紀後半からは宗教改革がルブリンで起こり、ポーランド兄弟団の大規模な信徒集団が市内にあった。またこの時期にユダヤ人コミュニティーがルブリンに形成された。ユダヤ人たちはナチス・ドイツのホロコーストによってコミュニティーが消滅するまで、市の発展に不可欠な存在として活躍した。1580年から1764年までのあいだユダヤ人議会が設置され、70名の代議員が租税やコミュニティーに関する重要事項について討議した。
17世紀、北方戦争でスウェーデンの攻撃にさらされ衰退する。1795年の第三回ポーランド分割の結果、ルブリンはオーストリア領となり、1809年からはワルシャワ公国領、そして1815年からはロシア支配下のポーランド領に組み込まれた。19世紀はじめ、広場や道路が整備され近代的な建物が多数建設された。1877年、ワルシャワからウクライナのコーヴェリを結ぶ鉄道が建設され、町の工業化に大いに影響を与えた。1873年には2万8000人強だった人口は、1897年には約5万人へと増えている。
ロシアの支配は1915年に終わり、かわってドイツ軍とオーストリア＝ハンガリー軍がルブリンを占拠した。1918年、ルブリンにおいてポーランド共和国臨時委員会が結成され、その年11月に第一次世界大戦が休戦し、ピウスツキを国家主席とするポーランド共和国（第二共和制）が成立する。
両大戦期間中にも街の人口は増加し、ポーランド初の航空機製造工場など企業や工場が設立され街は成長を続けた。1918年にはルブリン・カトリック大学が開校されている。ルブリンはユダヤ人が多い街でもあり、人口のおよそ40%を占める活発なユダヤ人社会があった。
1939年、ドイツのポーランド侵攻に際しルブリンもドイツ軍に占領され、ラインハルト作戦と呼ばれるポーランド＝ユダヤ人絶滅作戦を実行すべくルブリンにドイツ軍司令部が設置された。1941年には、郊外に巨大なルブリン強制収容所が建設されている。町のユダヤ人は旧市街北側のポドザムチェ地区あたりに作られたゲットーに移住させられた。彼らの大半は1942年にベウジェッツ絶滅収容所で殺害された。
1944年、ルブリンはソ連軍によって解放された。ソ連が後押しする「ポーランド国民解放委員会」（PKWN、通称「ルブリン政権」）が設立され、ポーランドの首都機能は1945年に再びワルシャワに戻るまでルブリンにあった。戦後、街の人口はおよそ3倍になり、市街地も大幅に拡大した。新しく開校したマリー・キュリー・スクウォドフスカ大学の周りに科学研究施設がいくつか設立され、また大規模な自動車工場が建設されるなど、教育、産業の面でも充実していく。
1980年7月、ルブリンと郊外のシフィドニクの労働者たちが社会主義政権に対するストライキを起こした。このストはのちの「連帯」運動のきっかけともなる。7月8日、最初のストがオートバイ製造企業のWSKのシフィドニク工場でおこった。ストはルブリンやの周辺地域の工場にも瞬く間に拡がり、鉄道網や市内交通機関はマヒした。ついには企業数150、労働者あわせて約5万人がストに参加した。スト参加者たちは、政府に簡単に鎮圧されてしまうような、通りを行進してデモを起こすという従来どおりの方法ではなく、工場の中に残り占拠するという新しいスト手段を用いた。彼らは経済状況の改善を求めるとともに、労働組合の自由、党上層部の特権廃止、工場内における役所的な手続きの軽減、といった政治的な要求も出した。
「7月スト」はおよそ2週間続いた。政府は労働者側に譲歩することで最終的になんとか平和的に解決した。しかし、ルブリンのストによって発生した勢いはすぐにグダンスクで1980年8月に発生した新たなストの波に影響を及ぼした。グダンスクの労働者たちは、ルブリンの労働者が1ヶ月前に用いた手段、つまり行進などを行わず職場に留まりストを起こすという手段を踏襲した。政府はこのとき全国に拡がったストの勢いに飲まれて譲歩を余儀なくされ、政府から独立した自由な労組の設立を認め、のちの「連帯」運動へとつながっていくことになる。

## 地理
ルブリンはポーランド南西部のルブリン高地の北のはずれにあり、ブィスチュシツァ川のほとりに位置する。谷が町を2つに分けていて、左側は変化に富んだ地形で深い谷と浸食によってできた古いくぼ地があり、右側はシフィドニク高原がある。ルブリンから北に10数キロにはポーランド低地がひろがる。ルブリンは近隣の自治体との間に3つの森林がある。もっとも大きなものは市の南部に広がるドンブローヴァの森でゼンボジツェ貯水池の近くにある。またスタルィ・ガイと呼ばれる林は市の西部にあり、一部は白樺の特別保護地域に指定されている。市の南端部にはプラヴィエドニキの森がある。

## 経済
ルブリン地方は地理的にわりと西側諸国と近い他の地域とくらべ、1989年以降の経済変動は決してよくはない。ルブリン市の生活水準は周辺地域に比べれば高くなったとはいえ、周囲の低所得地域からの影響は大きい。主要な高速道路が他都市と接続されておらず、直通の鉄道網も少ないなど交通インフラが十分に整備されていないことや、景気回復への不信感が市の経済発展にブレーキをかけている。
社会主義時代に建設された工場は、ほとんどが資本主義経済に移行してからは不振に陥っている。1990年代初頭には韓国の自動車メーカー・大宇傘下の大宇ポーランドが地元のトラック製造企業「FSC」を買収し地域の雇用状況の安定に貢献した。1998年に韓国の経済危機の影響で大宇の経営が傾いたことをうけ、FSCは破産し県内の雇用状況はさらに悪化したが、その後2002年には大宇が新たに会社を設立させ、一定の回復をみた。
現在は製造業などの不振もあり、市の経済はサービス産業主体に移行しつつある。
郊外にはイギリス系資本の大手スーパーマーケットが進出するなど、流通のスタイルも変わってきている。

## 気候
| ルブリンの気候                                              | ルブリンの気候 | ルブリンの気候 | ルブリンの気候 | ルブリンの気候 | ルブリンの気候 | ルブリンの気候 | ルブリンの気候 | ルブリンの気候 | ルブリンの気候 | ルブリンの気候 | ルブリンの気候 | ルブリンの気候 | ルブリンの気候 |
| 月                                                          | 1月            | 2月            | 3月            | 4月            | 5月            | 6月            | 7月            | 8月            | 9月            | 10月           | 11月           | 12月           | 年             |
| ----------------------------------------------------------- | -------------- | -------------- | -------------- | -------------- | -------------- | -------------- | -------------- | -------------- | -------------- | -------------- | -------------- | -------------- | -------------- |
| 最高気温記録 °C （°F）                                      | 12.0 (53.6)    | 16.9 (62.4)    | 23.2 (73.8)    | 29.3 (84.7)    | 31.6 (88.9)    | 34.1 (93.4)    | 35.1 (95.2)    | 35.3 (95.5)    | 33.8 (92.8)    | 26.6 (79.9)    | 19.6 (67.3)    | 14.8 (58.6)    | 35.3 (95.5)    |
| 平均最高気温 °C （°F）                                      | −0.1 (31.8)    | 1.6 (34.9)     | 6.6 (43.9)     | 13.8 (56.8)    | 19.1 (66.4)    | 22.4 (72.3)    | 24.5 (76.1)    | 24.3 (75.7)    | 18.6 (65.5)    | 12.5 (54.5)    | 6.1 (43)       | 1.2 (34.2)     | 12.6 (54.7)    |
| 日平均気温 °C （°F）                                        | −2.5 (27.5)    | −1.4 (29.5)    | 2.4 (36.3)     | 8.6 (47.5)     | 13.6 (56.5)    | 16.9 (62.4)    | 18.9 (66)      | 18.4 (65.1)    | 13.4 (56.1)    | 8.2 (46.8)     | 3.2 (37.8)     | −1.0 (30.2)    | 8.2 (46.8)     |
| 平均最低気温 °C （°F）                                      | −4.9 (23.2)    | −4.2 (24.4)    | −1.1 (30)      | 3.8 (38.8)     | 8.4 (47.1)     | 11.7 (53.1)    | 13.6 (56.5)    | 13.1 (55.6)    | 9.0 (48.2)     | 4.6 (40.3)     | 0.8 (33.4)     | −3.3 (26.1)    | 4.3 (39.7)     |
| 最低気温記録 °C （°F）                                      | −33.7 (−28.7)  | −30.6 (−23.1)  | −24.2 (−11.6)  | −7.3 (18.9)    | −4.1 (24.6)    | 0.2 (32.4)     | 4.1 (39.4)     | 0.8 (33.4)     | −3.8 (25.2)    | −7.7 (18.1)    | −20.6 (−5.1)   | −24.5 (−12.1)  | −33.7 (−28.7)  |
| 降水量 mm （inch）                                          | 33.6 (1.323)   | 31.5 (1.24)    | 37.9 (1.492)   | 42.3 (1.665)   | 70.7 (2.783)   | 66.8 (2.63)    | 82.2 (3.236)   | 54.9 (2.161)   | 62.8 (2.472)   | 47.4 (1.866)   | 36.5 (1.437)   | 34.5 (1.358)   | 601.0 (23.661) |
| 平均降水日数 （≥0.1 mm）                                    | 17.10          | 15.01          | 14.83          | 12.50          | 13.43          | 13.17          | 14.07          | 10.93          | 11.97          | 13.07          | 14.47          | 16.33          | 166.88         |
| 平均降雪日数 （≥0 cm）                                      | 18.8           | 17.8           | 9.6            | 1.5            | 0.0            | 0.0            | 0.0            | 0.0            | 0.0            | 0.6            | 4.8            | 14.4           | 67.5           |
| % 湿度                                                      | 87.9           | 85.5           | 78.7           | 70.5           | 72.9           | 74.5           | 74.4           | 73.4           | 80.1           | 84.5           | 89.0           | 89.5           | 80.1           |
| 平均月間日照時間                                            | 44.5           | 70.3           | 127.5          | 187.7          | 253.1          | 262.8          | 263.2          | 246.4          | 166.2          | 116.5          | 52.8           | 30.3           | 1,821.3        |
| 出典1：Institute of Meteorology and Water Management        |                |                |                |                |                |                |                |                |                |                |                |                |                |
| 出典2：Meteomodel.pl (records, relative humidity 1991–2020) |                |                |                |                |                |                |                |                |                |                |                |                |                |

## 文化
- 音楽
  - ルブリン・フィルハーモニー
- 博物館
  - マイダネク国立博物館
  - ルブリン農村博物館
  - ルブリン博物館
  - ルブリン司教区博物館　
  - ザモイスキ博物館
- 劇場

### 教育
ルブリンには大学や高等教育機関が多く、文京都市としての側面も持つ。
- 高等教育機関
  - ルブリン医科大学
  - ルブリン農業大学
  - ヨハネ・パウロ2世・ルブリン・カトリック大学････ヨハネ・パウロ2世が倫理神学を教えていた
  - ルブリン・ビジネス・スクール
  - ルブリン工科大学
  - マリー・キュリー・スクウォドフスカ大学

## 交通機関

### 鉄道
市のほぼ中心部にルブリン本駅があり、ワルシャワへ約3時間、クラクフへは約4時間で結ばれている。

## 観光

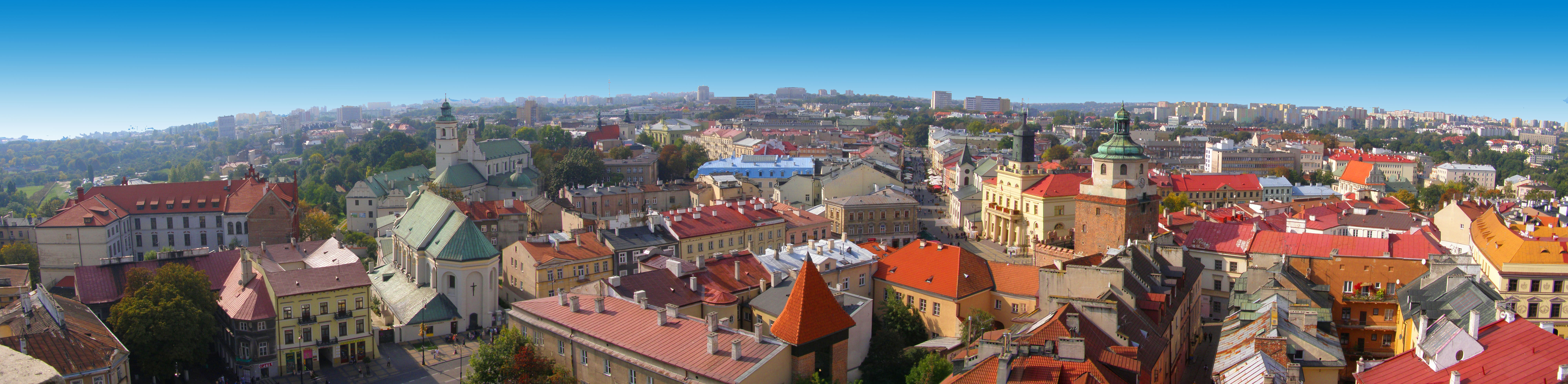
ルブリンのパノラマ

- ルブリン城
- クラクフ門
- ルブリン強制収容所
- ルブリン農村博物館

## 出身者
- ヘンリク・ヴィエニャフスキ
- ユゼフ・ヴィエニャフスキ
- イェヒエル・デ・ヌール
- アンナ・ラングフュス

## 姉妹都市
| - ナンシー、フランス - アルカラ・デ・エナーレス、スペイン - デブレツェン、ハンガリー - デルメンホルスト、ドイツ - ミュンスター、ドイツ - エリー、アメリカ - ランカスター、イングランド - リヴィウ、ウクライナ - ルーツィク、ウクライナ | - ルハーンシク、ウクライナ - スタロビリシク、ウクライナ - ニュクービン・ファルスタ、デンマーク - ペルニク、ブルガリア - パネヴェジス、リトアニア - リション・レジオン、イスラエル - ティルブルフ、オランダ - ヴィゼウ、ポルトガル - ウィンザー、カナダ |